# Quezon City
Quezon City (filippínó nyelven: Lungsod Quezon) város a Fülöp-szigetek Luzon szigetén, a manilai agglomeráció (Metro Manila) részét képezi. Az ország legnépesebb városa és volt kormányzati központja 1948–1976 között. A város népessége 2,68 millió fő (2007). Nevét Fülöp-szigetek első elnökéről, Manuel Luis Quezón y Molináról kapta.

## Népesség
| Lakosok száma | 39 013 | 107 977 | 754 452 | 956 864 | 1 165 865 | 1 989 419 | 2 173 831 | 2 679 450 | 2 936 116 | 2 960 048 |
|               | 1939   | 1948    | 1970    | 1975    | 1980      | 1995      | 2000      | 2007      | 2015      | 2020      |

## Külső hivatkozások
- Quezon City hivatalos weboldala